# Trachemys stejnegeri
Trachemys stejnegeri е вид влечуго от семейство Блатни костенурки (Emydidae). Видът е почти застрашен от изчезване.

## Разпространение
Разпространен е в Бахамски острови, Доминиканска република, Пуерто Рико и Хаити.